# Hitman 2 (videogioco 2018)
Hitman 2 è un videogioco d'azione stealth, settimo episodio della serie Hitman e sequel del videogioco omonimo, a sua volta seguito da Hitman 3 (2021).
Il gioco è stato sviluppato da IO Interactive e pubblicato da Warner Bros. Interactive Entertainment per Microsoft Windows, PlayStation 4 e Xbox One a partire dal 13 novembre 2018.

## Trama
In seguito agli eventi di Hitman, l'agente 47 si imbarca in una missione alla caccia del cliente ombra, supervisionata dall'ICA e in collaborazione con Providence, l'organizzazione segreta di élite globali che il pericoloso terrorista sta cercando di smantellare.
In Nuova Zelanda, 47 si infiltra nella lussuosa villa di Alma Reynard, uno dei luogotenenti del cliente ombra, e la elimina. Prima di lasciare la casa, riesce a recuperare dei file criptati in cui viene alla luce il tradimento di Robert e Sierra Knox, ex membri di Providence e magnati della tecnologia, che hanno deciso di schierarsi con il nemico. Per non concedere un ulteriore vantaggio al cliente ombra, 47 si reca alla Global Innovation Race di Miami, a cui Sierra partecipa come pilota, eliminando entrambi.
Mentre il Cliente Ombra continua ad uccidere membri di Providence in tutto il mondo, la sua identità viene rivelata dagli analisti dell'ICA: il suo vero nome è Lucas Grey, ex guardia del corpo dell'ormai defunto membro di Providence Eugene Cobb. Mentre le investigazioni continuano, 47 viene mandato in un villaggio della Colombia, dove elimina i membri di un potente cartello della droga che fornivano supporto logistico alla milizia di Grey. Diana comunica il successo della missione, poi si concede un momento per visitare le tombe dei genitori e del fratello nella contea di Surrey: essi, infatti, vennero uccisi quando Diana era ancora una bambina in un attentato esplosivo, presumibilmente a causa di informazioni sensibili in loro possesso che avrebbero potuto portare alla chiusura di una potente multinazionale.
Lucas Grey, appreso della missione dell'ICA in Colombia, ruba un siero misterioso dalla sede della Ether a Johannesburg, facendola poi esplodere insieme al suo amministratore delegato, membro di Providence. In seguito, rende nota l'esistenza dell'organizzazione segreta al mondo intero, mettendo ancora più in allarme L'ICA. Nel mentre, 47 viaggia fino a Mumbai e uccide Wazir Kale, noto terrorista e capo della cellula orientale della milizia di Grey, insieme ai suoi soci Vanya Shah e Dawood Rangan.
Seguendo una serie di tracce lasciate da Grey, 47 riesce finalmente a rintracciare lui e Olivia Hall nel manicomio di Ort-Meyer a Brașov. Tenuto sotto tiro dall'agente, il Cliente Ombra confessa: anch'egli è un clone geneticamente modificato, precedentemente noto come Soggetto 6, amico d'infanzia di 47 e creduto morto in un incendio nella struttura. L'agente, ricordando effettivamente di aver stretto un rapporto con il ragazzo, convoca Diana nel manicomio, che si convince delle parole di Grey. L'uomo rivela, infatti, che gli esperimenti di Ort-Meyer erano finanziati da Providence, desiderosa di creare una rete di assassini da sfruttare a proprio piacimento. Aggiunge inoltre che l'organizzazione è attualmente gestita da tre soci e un sovrintendente noto come "Costante" (lo stesso che aveva avvicinato Diana sul treno nel finale del primo capitolo), e che per rintracciarli è necessario investigare sulla prima Costante, che il solo 47 è in grado di identificare. Diana, inizialmente diffidente, si convince grazie alle parole di 47 e accetta di compiere questa missione non autorizzata dall'ICA. Grazie al siero rubato in precedenza da Grey, che si scopre essere un restauratore della memoria, 47 recupera i ricordi di infanzia, permettendo al gruppo di identificare la prima Costante.
Si viene così a scoprire che il tramite tra Ort-Meyer e Providence era Janus, leggendaria spia del KGB ora sotto protezione testimoni negli Stati Uniti d'America. Il gruppo si reca quindi nel Vermont, dove un ormai anziano Janus risiede, alla ricerca di indizi sull'attuale Costante. Dopo averlo ucciso e fatto credere che fosse lui il cliente ombra per sviare i sospetti di Providence, 47 recupera una serie di indizi che garantiscono la presenza della Costante ad una riunione della Ark Society, un gruppo plutocratico di sopravvivenza fondato da Janus durante il suo mandato come Costante. Raggiunta la sede dell'evento, un castello su un'isola remota del Mare del Nord, il gruppo scopre che i soci, preoccupati per lo stretto rapporto che avevano Janus e l'attuale Costante, lo hanno costretto ad iniettarsi un chip mortale nel collo come prova di fiducia, affidando il detonatore di quest'ultimo a Zoe e Sophia Washington, attuali presidentesse della Ark Society. Il gruppo decide quindi di rapire la Costante direttamente al galà, ma non prima di aver ucciso le sorelle Washington per evitare che possano attivare il chip.
La Costante, pseudonimo di Arthur Edwards, viene quindi imprigionata e ricattata da Grey e 47, decisi a sapere i nomi dei tre soci. L'uomo confessa, ma tutti e tre risultano deceduti: intuendo che si tratti di un depistaggio, la Costante suggerisce di seguire il denaro dei tre soci, conducendo il gruppo ad una banca di New York. 47 si occupa della direttrice Athena Savalas, membro di Providence, e recupera dal caveau della banca i dati relativi ai tre soci, scoprendo che hanno destinato i  propri fondi ad HAVEN, una clinica privata con sede alle Maldive. Analizzando i rapporti del resort, Diana capisce che dietro l'azienda c'è un business illegale che crea nuove identità per criminali e uomini facoltosi, e manda l'agente sul posto, incaricandolo di eliminare i tre fondatori di HAVEN per permettere ad Olivia di infiltrarsi nel server della clinica e recuperare le nuove identità dei soci. Il piano riesce, ma la Costante riesce a fuggire, non prima di aver spostato tutte le liquidità di Providence sul suo conto. Ha così inizio la caccia ai tre soci fondatori di Providence (Hitman 3).

## ModalitàSniper Assassin
Nella modalità Sniper Assassin, l'agente 47 agisce da lontano, nascosto in una posizione sopraelevata con un fucile da cecchino silenziato. Per eliminare i suoi bersagli in maniera silenziosa come d'abitudine, il giocatore dovrà sfruttare a pieno i colpi del proprio fucile, usandoli per attirare i bersagli, creare incidenti fatali o provocare occasioni fortunate, il tutto facendo sempre attenzione a non far saltare la propria copertura (ad esempio sparando ad un bersaglio facendo in modo che cada dentro ad un cespuglio così da non essere individuato da qualche guardia di pattuglia). Ogni missione prevede solitamente l'uccisione dei bersagli principali (marchiati in rosso ed obbligatori per il completamento della missione) e quella dei bersagli secondari (solitamente le guardie del corpo dei bersagli, marchiati in arancione e facoltativi). In Hitman 2 sono presenti 3 missioni Sniper Assassin, con 3 storie slegate dalla trama principale e ambientate in momenti differenti:

### L'ultimo Yardbird
47 viene inviato nella provincia austriaca di Himmelstein, dove si sta celebrando un matrimonio particolare: infatti il padre della sposa, il proprietario della villa dove si celebra la cerimonia e uno degli ospiti speciali sono rispettivamente Dorian Lang, Guillaume Maison e Doris Lee, tre degli ex membri degli Yardbirds, una famigerata banda criminale famosa per varie rapine di grosso calibro. Il mandante del contratto è Aleksandr Kovak, vecchio capo degli Yardbirds, che ha precisi interessi a eliminare i tre ex compagni: infatti, in passato la banda fu messa alle strette dopo aver scoperto che il denaro rubato dall'ultimo colpo in un casinò di Las Vegas apparteneva a varie organizzazioni criminali, che avevano avviato un'intensa e violenta caccia all'uomo per recuperare il loro denaro. Sentendosi braccata, la banda aveva stretto un patto: Il bottino sarebbe rimasto nascosto finché non sarebbe rimasto in vita l'ultimo membro, che avrebbe avuto diritto a tenerselo. Da allora le strade dei criminali si sono divise, ma l'omicidio di Kalvin Ritter (un ex-membro della banda) ha alimentato le paure del resto del gruppo, convincendoli a sparire dalla circolazione. La presenza dei tre ladri nello stesso posto ha convinto Kovak, determinato a tenersi il bottino, ad assoldare l'ICA per svolgere questo delicato lavoro.

### La penna e la spada
Il poeta originario del Khandanyang Han Ladong e la sua consorte vengono rapiti dalla loro residenza in America da una squadra speciale sconosciuta. I due infatti si trovavano da tempo nel programma protezione testimoni per sfuggire alle persecuzioni di Sun Po, il temibile dittatore del Khandanyang, ma sono stati identificati e intercettati dalla Guardia Celeste, una divisione speciale dell'esercito di Po. L'intento del dittatore è quello di rimpatriare i due coniugi in Khandanyang per poi giustiziarli pubblicamente durante le celebrazioni per la sua festa di compleanno. Per impedire ciò, 47 viene inviato al porto di Hantu a Singapore, dove i prigionieri stanno per essere imbarcati su una nave da carico in partenza per il Khandanyang. Per assicurare il corretto recupero dei coniugi Ladong da parte delle forze speciali americane, 47 dovrà occuparsi dei tre generali della Guardia Celeste addetti al trasferimento: Jin Noo, Lhom Kwai e Re Thak.

### Delitto e castigo
47 viene inviato al Perm-14, un campo di prigionia situato tra le montagne della Siberia, per poter eliminare il direttore della prigione Vitaly Reznikov e uno dei suoi detenuti, Roman Khabko. Il momento scelto non è casuale: infatti Khabko, che negli ultimi dieci anni ha vissuto nel campo gestendo un ruolo più da secondo in commando che da detenuto, ha trovato un accordo con Reznikov per essere rilasciato; allo stesso tempo, il rilascio di Khabko favorirebbe lo scoppio di varie tensioni diplomatiche, accentuate da un'investigazione delle Nazioni Unite su uno smodato uso della violenza e dell'omicidio all'interno del Perm-14. Per evitare un crack politico di dimensioni elevate, a 47 viene assegnato il delicato compito di eliminare Reznikov e Khabko prima che quest'ultimo lasci il carcere, facendo sfociare una rivolta di proposito al Perm-14 per insabbiare qualsiasi tipo di coinvolgimento tra il cliente e gli omicidi.

## Modalità di gioco
Hitman 2 è un videogioco in terza persona, che permette al giocatore di controllare l'Agente 47, un sicario professionista, il quale viaggia in vari luoghi per completare le sue missioni.  Ogni livello è un grande mondo sandbox esplorabile e scopribile in ogni suo singolo dettaglio. Il giocatore è libero di muoversi liberamente all'interno del livello, scegliendo personalmente il proprio metodo di approccio senza essere obbligato dal gioco. Il gioco propone al contrario delle "storie della missione" che il giocatore può sfruttare a proprio vantaggio per avvicinarsi al bersaglio, che possono essere comunque ignorate secondo la volontà del giocatore, vista la grande variabilità con cui l'obiettivo può essere neutralizzato. Il ruolo principale del giocatore è quello di esplorare il livello, trovando oggetti utili e sfruttandoli per creare situazioni favorevoli, incidenti fatali o distrazioni calcolate. La possibilità di stordire i PNG e indossare i loro travestimenti permettono inoltre al giocatore di muoversi attraverso le varie aree vietate del livello, non accessibili con un travestimento normale, per poter avere più controllo sulla situazione e avvicinarsi più facilmente ai bersagli. Infine, il giocatore può accedere a computer, documenti e dialoghi, per conoscere sempre più informazioni utili al successo della missione e sfruttarli nel modo corretto per infiltrarsi ed eliminare il bersaglio.
Una modalità inedita introdotta in Hitman 2 è l'attività multiplayer chiamata Ghost mode: in questa modalità, due giocatori si sfidano in una delle mappe della storia principale, in cui vengono generati in zone casuali dei bersagli da eliminare. Lo scopo dei giocatori è quello di eliminare per primi 5 bersagli senza farsi individuare (l'individuazione di un omicidio non comporta nessun punto in più). I giocatori non possono interferire fisicamente tra di loro ma possono sfruttare alcuni gadget per ostacolare l'altro, come ad esempio delle flashbang. Questi oggetti possono essere raccolti sul campo o tramite le apposite casse disseminate sul terreno di gioco, che possono anche contenere travestimenti più o meno utili allo scopo.
Le mappe e le missioni principali presenti in Hitman 2 sono otto (sei missioni principali, più due DLC narrativamente collegati):
1. Chiamata notturna (ambientata in Nuova Zelanda);
2. Il traguardo (ambientata a Miami);
3. Serpente a tre teste (ambientata in Colombia);
4. A caccia del fantasma (ambientata a Mumbai);
5. Un'altra vita (ambientata nel Vermont);
6. La Ark society (ambientata nel Mare del Nord);
7. Mani d'oro (ambientata a New York);
8. L'ultima spiaggia (ambientata alle Maldive);

## Sviluppo

### Ristrutturazione presso IO Interactive
Hitman 2 è stato sviluppato dallo studio di videogiochi danese IO Interactive. Il predecessore del gioco, uscito a episodi, ha ricevuto il plauso della critica, ma ha deluso le aspettative di vendita del franchise e proprietario dello studio Square Enix. Il team ha iniziato a sviluppare un sequel che avrebbe incorporato modalità online e più funzionalità di gioco, sperimentando al contempo nuove meccaniche di gioco. Mentre si preparava alla produzione del gioco, nel maggio 2017 Square Enix ha annunciato di aver venduto IO Interactive per concentrare le risorse su altri studi. Mentre Square Enix negoziava con potenziali acquirenti dello studio, IO Interactive è diventata indipendente a seguito di un'acquisizione da parte del management. Il management di IO Interactive, che contava circa 200 dipendenti, ha dovuto licenziare il 40% della forza lavoro a causa di flussi di cassa limitati. Lo sviluppo di Hitman 2 era completato per circa il 25%.
Dopo l'acquisizione, IO Interactive ha acquisito la proprietà intellettuale (IP) di Hitman e ha deciso di rendere il primo episodio free-to-play. Il numero di giocatori è quasi triplicato e una parte significativa di loro ha acquistato il gioco completo, garantendo un fatturato costante allo studio. A causa della mancanza di personale, il team ha dovuto limitare la portata del sequel e molte funzionalità pianificate sono state tagliate. Lo sviluppo di Hitman 2 è progredito rapidamente grazie alla creazione di Hitman (2016), originariamente progettato come piattaforma nota come World of Assassination per consentire allo sviluppatore di aggiungere contenuti.

### Design e storia
Inizialmente lo studio aveva pianificato di includere cinque mappe di grandi dimensioni nel gioco, ma decise di includerne sei, alcune delle quali di dimensioni più ridotte. Poiché il gioco non aveva più una struttura episodica, il team voleva che le mappe del gioco fossero di qualità più "coerenti". Le ambientazioni del gioco furono scelte nelle prime fasi dello sviluppo; ogni livello fu assegnato a un "team di tracciamento" che sarebbe stato responsabile del design, degli obiettivi e delle opportunità di gioco. Come nell'Hitman originale, anche in questo gioco ci sono due tipi di livelli: le "fortezze" – aree in cui il giocatore deve infiltrarsi – e le "case delle lumache”, livelli con una struttura circolare in cui i giocatori sono incoraggiati a esplorare le aree periferiche. Il team ha visitato le Maldive e Mumbai per assicurarsi che le ambientazioni del gioco fossero autentiche. Secondo il team, non intendevano creare una versione accurata di queste ambientazioni, ma volevano "evocare gli odori, i sapori e i suoni di questi luoghi". Uno dei principi di progettazione era garantire che ogni mappa includesse spazi con cui i giocatori potessero familiarizzare, fornendo al contempo un elemento di sorpresa, mostrando operazioni tipicamente condotte in segreto. Ad esempio, i giocatori possono travestirsi per accedere ad aree di una banca vietate al pubblico. IO ha sperimentato con i due design consolidati.

## Rilascio
Warner Bros. ha annunciato Hitman 2 il 7 giugno 2018. Il gioco non ha seguito il modello di rilascio episodico del suo predecessore dopo che gli sviluppatori hanno ricevuto feedback negativi dai giocatori del primo gioco. I giocatori che hanno preordinato il gioco hanno ottenuto l'accesso immediato alla modalità Sniper Assassin. Nel luglio 2018, IO Interactive ha annunciato un concorso per i giocatori di Sniper Assassin; i primi tre giocatori con i punteggi più alti avrebbero avuto l'opportunità di avere i loro nomi e la loro immagine incorporati nei contenuti post-rilascio del gioco. Hitman 2 è stato rilasciato in tutto il mondo per PlayStation 4, Windows e Xbox One il 13 novembre 2018, anche se coloro che hanno preordinato l'edizione gold del gioco hanno ottenuto l'accesso al gioco quattro giorni prima. Il 1 settembre 2020, IO Interactive ha rilasciato Hitman 2 per Google Stadia. Il primo livello è stato reso free-to-play il 27 febbraio 2019.

## Accoglienza
Hitman 2 ha ricevuto recensioni "generalmente favorevoli", secondo l'aggregatore di recensioni Metacritic. I recensori hanno concordato che il gioco non si discosta in modo significativo dalla formula del suo predecessore, ma hanno apprezzato il ciclo di gioco generale e i suoi miglioramenti. Alcuni giornalisti di videogiochi hanno affermato che il modello episodico di Hitman ha aiutato i giocatori a esplorare a fondo ogni livello e sono rimasti delusi dal fatto che IO Interactive abbia abbandonato questa strategia di rilascio per Hitman 2.
Il design di Hitman 2 ha ricevuto elogi dalla critica. Phil Savage di PC Gamer ha elogiato fortemente cinque delle sei mappe del gioco, descrivendole come "ampie" e "intricate". Ha aggiunto che la qualità delle mappe è più coerente rispetto a quelle del primo gioco. Ha affermato, tuttavia, che Hitman 2 non ha sperimentato ampiamente la formula e che il gioco si limita a "riprendere principi di design familiari". Scrivendo per GameSpot, Edmon Tran ha descritto le mappe come "travolgenti nel miglior modo possibile" e ha individuato Mumbai come una delle mappe più notevoli del gioco. Molti recensori hanno elogiato la diversità delle mappe, ognuna delle quali è ambientata in luoghi visivamente unici con i propri personaggi e percorsi. Caty McCarthy di USgamer ha elogiato IO per aver perfezionato la formula stabilita nel suo predecessore e ha affermato che tutti i livelli hanno raggiunto la qualità di Sapienza, ampiamente riconosciuta come la migliore mappa di Hitman. Chris Carter di Destructoid è d'accordo e ha affermato che "Hitman 2 è una colossale raccolta di enigmi che implorano di essere risolti attraverso più partite". Il contenuto Legacy ha ricevuto elogi per aver introdotto modifiche al gameplay nei vecchi livelli di Hitman.

### Vendite
Hitman 2 ha debuttato al decimo posto nelle classifiche di vendita di tutti i formati del Regno Unito. È stato rilasciato in una settimana competitiva che ha visto anche il lancio di Pokémon: Let's Go, Spyro Reignited Trilogy e Fallout 76. In Giappone, la versione per PlayStation 4 ha venduto 10.162 copie nella sua settimana di debutto, diventando così il quinto gioco al dettaglio più venduto della settimana nel paese.